# Dedimar Souza Lima
Dedimar Souza Lima, född 27 januari 1976, är en brasiliansk tidigare fotbollsspelare.
I april 1995 blev han uttagen i Brasiliens trupp till U20-världsmästerskapet 1995.